# 晶品城購物廣場
晶品城購物廣場（J.Piin）是位於臺灣新竹市東區的小型購物中心，商場樓地板面積約4,400坪（包含地上三層），2016年10月29日開業。2024年3月15日歇業。該商場位於新竹市林森路立體停車場BOT案的地下二樓至地上三樓以及地上十二樓、十三樓，地下3、4樓和地上4至11樓為林森路公有立體停車場。

## 歷史
2013年5月13日簽約，林森路立體停車場BOT案由晶品開發實業公司投入約新臺幣11億元資金，興建地上13層與地下4層立體停車場，提供小客車614格位及機車1244格位，並包括商場、餐飲等附屬設施。
2016年10月8日停車場啟用，同月29日商場開業。
2023年4月，附屬商場原委由晶御股份有限公司經營，但因積欠廠商貨款，晶品開發實業提前與晶御解約，改由博鉅行銷股份有限公司以每月50萬元承租商場。
2023年6月，晶品開發實業因財務狀況易主給新經營團隊。
2023年7月26日遭攤商控訴，晶品開發實業易主後，要求重新簽約將合約縮短至隔年1月31日。晶品城表示與攤商溝通後，閉館時間延後至農曆年後，且停車場營運不受閉館影響。
2024年3月15日歇業。將閉館改裝轉型，預計2024年底重新營運。

## 特色空間
以幾米繪本「小蝴蝶小披風」為故事主題的幾米廣場：
- 星球夢境花園：位於1樓戶外區，鄰近站前廣場
- 森林的幸福微光：位於13樓。

## 周邊設施
- 南門綜合醫院
- 站前廣場
- 臺鐵新竹車站
- 新竹轉運站
- 新竹護城河

## 樓層介紹
| 樓層 | 名稱                                       |
| ---- | ------------------------------------------ |
| 13F  | 食藝胡同                                   |
| 12F  | 賞味雲閣                                   |
| 3F   | 動力美學（後期閒置，以改裝施工為由不開放） |
| 2F   | 時尚演繹                                   |
| 1F   | 當代潮流                                   |
| B2F  | 饗樂生活                                   |

## 外部連結
- 晶品城購物廣場 （页面存档备份，存于）
- 晶品城購物廣場的Facebook專頁
- 晶品城購物廣場的Instagram帳戶